# Червеноопашат мишелов
Червеноопашатият мишелов (Buteo jamaicensis) е вид птица от семейство Ястребови (Accipitridae).

## Разпространение и местообитание
Разпространен е в Американските Вирджински острови, Антигуа и Барбуда, Барбадос, Бахамските острови, Белиз, Британските Вирджински острови, Гваделупа, Гватемала, Доминика, Доминиканската република, Кайманови острови, Канада, Коста Рика, Куба, Малки далечни острови на САЩ, Мартиника, Мексико, Монсерат, Никарагуа, Панама, Пуерто Рико, Салвадор, САЩ, Сейнт Винсент и Гренадини, Сейнт Китс и Невис, Сейнт Лусия, Търкс и Кайкос, Хаити, Хондурас и Ямайка.